# Rapetosaurus
Rapetosaurus este un gen de titanozauri.
A fost descoperit de paleontologele americane Kristina Curry Rogers și Catherine A. Forster. Cel mai des, titanozaurii sunt cercetați numai în baza câtorva oase, dar fosilele de Rapetosaurus cuprind și un schelet aproape complet, al unui specimen care a trăit acum 70 de milioane de ani în Madagascar, aproape de coasta estică a Africii.